# Drew Gaffney
Francis Andrew "Drew" Gaffney (Carlsbad, 9 de junho de 1946) é um médico e ex-astronauta norte-americano.
Formado em medicina pela Universidade do Novo México, tem mais de 50 publicações e livros escritos na área de sistema cardiovascular e medicina espacial. Seus mais de quinze anos como pesquisador de problemas cardíacos e operação de equipamentos como ecocardiogramas e sistemas de ressuscitamento, o fizeram ser qualificado como astronauta após o curso de treino e avaliação e enviado ao espaço em 5 de junho de 1991 como especialista de carga na missão STS-40 Columbia.
Esta missão, que levou à órbita o  laboratório Spacelab – Spacelab Life Sciences 1 (SLS-1) –  foi dedicada apenas a estudos de biologia e biomedicina; ele foi encarregado das experiências que estudaram a adaptação do sistema cardiovascular humano aos voos espaciais. Esta também foi a primeira missão espacial a ter três mulheres em sua tripulação, Tamara Jernigan, Rhea Seddon e Millie Hughes-Fulford, as três também médicas, biólogas e cientistas.
Após este voo, o Dr. Gaffney tornou-se membro do Comitê do Instituto de Medicina em Medicina e Biologia do Espaço entre 1992 e 2000. Atualmente é professor de medicina na área de doenças cardiovasculares da Universidade Vanderbilt e continua a servir como consultor para estudos ligados a voos espaciais tripulados.